# FlightGear
FlightGear是一个始于1997年多平台飞行模拟器、自由软件项目。
它自1997年第一次发布以来不断发展，2007年12月发布1.0.0版本。该项目适用的操作系统主要包括Linux、Microsoft Windows和Mac OS X，需要支持OpenGL 1.0。该项目采用GNU通用公共许可证，故为自由软件。

## 历史

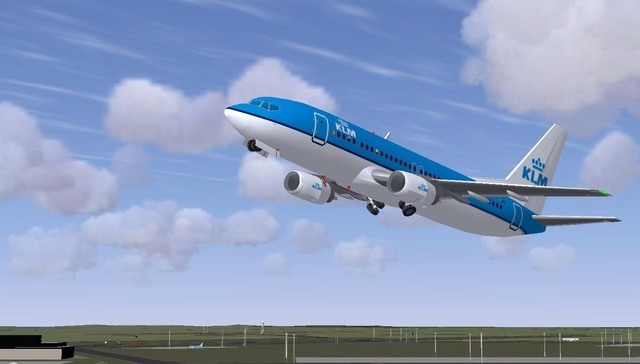
KLM Boeing 737-300 in version 1.0.0 in 2008

### 早期 (1996, 1997-2001)
开发开始于20世纪90年代晚期，从1996年起带有网络的特性，但是使用定制的 3D 图像代码。Curtis Olsen的OpenGl版本1997年崭露头角，起初在1996年进行。 一个大社区的响应给与这个项目长久的历史
3D图形代码使用OpenGL，但是项目并不是完全从头来：FlightGear 开发者使用 LaRCsim模型（来自NASA）还有其他自由使用的数据。

### 版本 0.9.0-1.0.0 (2003-2007)

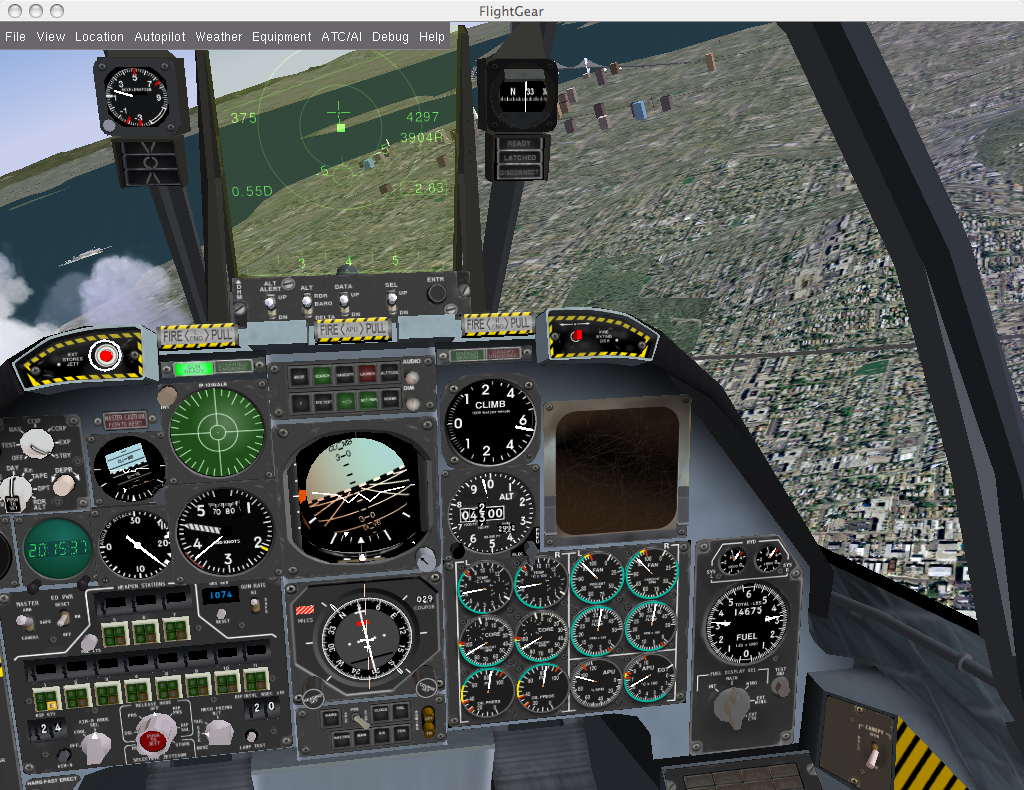
3D Cockpit panel for A-10 in version 1.0.0 in 2008

FlightGear的图像效果和同期的X-Plane 相比过时了， 但是也有了长足进步，远好于其他开源的飞行模拟器如ACM Flight Simulator和 Vertigo。免费分发SRTM评估，独特功能，如斜坡跑道。超过20,000杀跑道, 3D云彩，多平台支持， 多样的开放飞行数据模型flight data model (FDM)可以选择，总共有大约100种飞行器。

### 版本 2.4.0(2011)
2011年9月7日发布2.4.0版本，具备全新的天气模式，能真实表现不同天气现象，如雾层、冷锋、暖流等；改进视觉体验，增强图形表现，能渲染出栩栩如生的高山地形、3D 城市地景，金属的光泽表面，水波以及阳光反射；实验性引入HLA接口层，允许用户创建一个模拟器集群，甚至可以与商业飞行模拟器协同工作；改进众多飞机模 型，包括空客320家族，米格15比斯，波音757，等等。

### 版本 2.6.0(2012)
2012年2月17日发布2.6.0版本，在飞机操作、AI、环境、空气动力学、接口、场景、视觉效果等方面做出进一步改进。恢复了对64位Windows操作系统的支持。
FlightGear需求 OpenGL 3D硬件加速，NVIDIA产品得到更好的支持。早先支持3dfx显示卡，因为硬件要求提升而最终被抛弃。
FlightGear被应用于一些领域。

## 软件
引擎是SimGear。

### Flight Dynamics Models
飞行动态模型 Flight Dynamics Models (FDM)是飞行模拟的主要部分。
- JSBSim－2000年后用的动态模型。由Jon Berndt起步。 [6]

## 应用与用途
FlightGear 已被用于世界学术界和工业界的一系列项目中。该应用程序还被多个机构和大学用于飞行员培训以及作为研发平台。
该模拟器已被许多机构和公司使用，如 NASA的以人为本系统实验室和 欧洲航空航天研究所组成的联合体的"无尽跑道项目"。

## 外部連結
- FlightGear的主頁（页面存档备份，存于）
- FlightGear的中文主頁（页面存档备份，存于）